# Courchapoix
Courchapoix je obec ve švýcarském kantonu Jura. Žije zde 426 obyvatel.

## Geografie

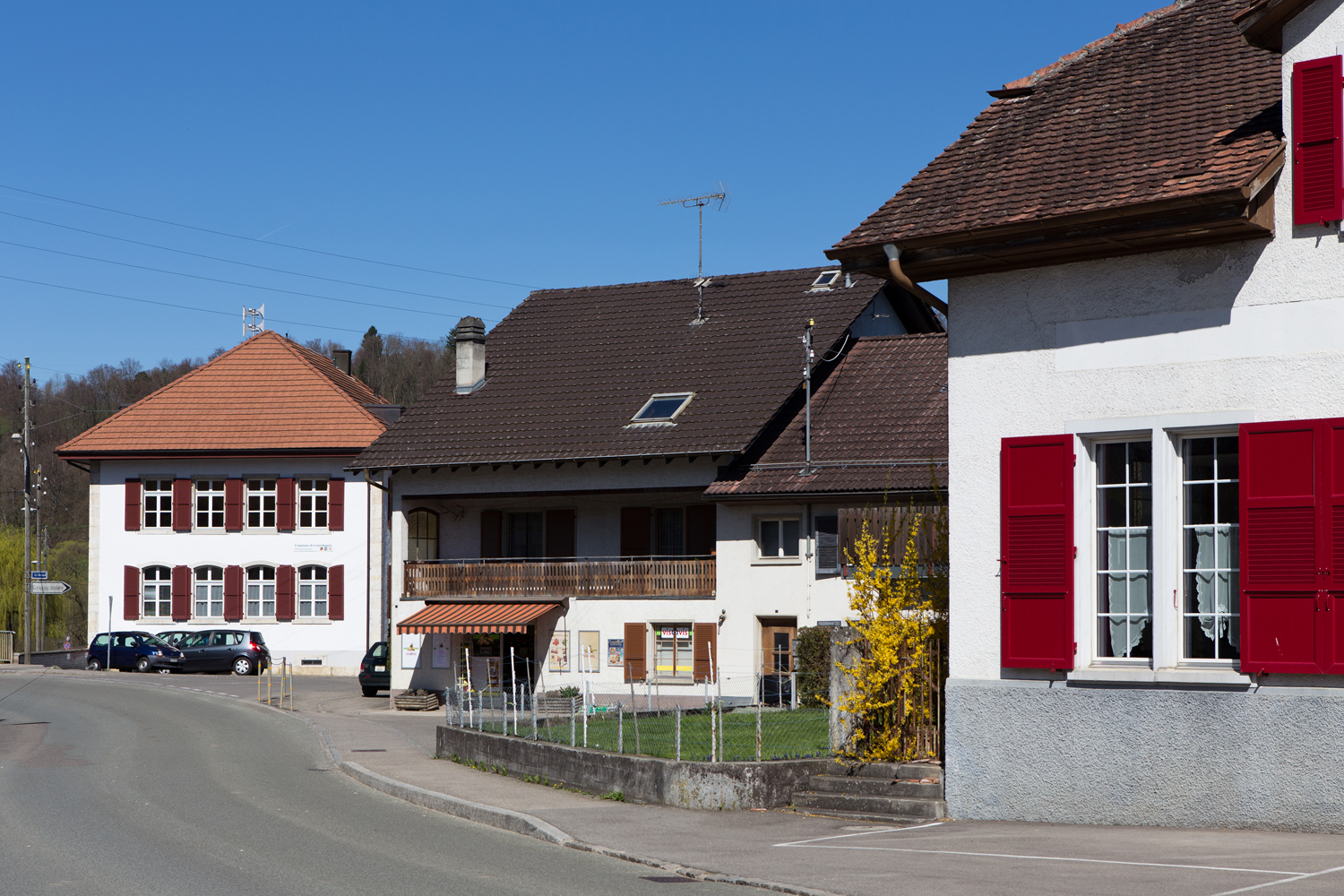
Obecní úřad

Courchapoix leží v nadmořské výšce 496 m, vzdušnou čarou 9 km východně od hlavního města kantonu, Delémontu. Obec se rozkládá podél říčky Scheltenbach (francouzsky La Scheulte) v široké kotlině údolí Val Terbi, nejvýchodnější části Delémontské kotliny.
Území obce o rozloze 6,4 km² pokrývá část na východě intenzivně obhospodařované sníženiny Delémontské kotliny. V obci se do Scheltenbachu vlévá potok Ruisseau de Montsevelier, který teče západním směrem širokým údolím k řece Birs. Na severu zasahuje území obce přes hřeben Le Bambois až k jurskému hřebeni masivu Fringeli. Nejvyšší bod Courchapoix leží v nadmořské výšce 940 m na tomto hustě zalesněném hřebeni. Na jihu zasahuje území obce až k planině Fayen (759 m n. m.), která tvoří okrajový záhyb masivu Mont Raimeux. V tomto záhybu vytvořila řeka Gabiare erozí typickou jurskou soutěsku, zvanou Tiergartenschlucht. Východní svah této rokle patří rovněž k obci Courchapoix. V roce 1997 byla 3 % území obce pokryta zastavěnou plochou, 45 % lesy a lesními porosty a 52 % zemědělskými plochami.
Courchapoix zahrnuje několik samostatných zemědělských podniků. Sousedními obcemi Courchapoix jsou Val Terbi v kantonu Jura a Bärschwil v kantonu Solothurn.

## Historie

Letecký pohled (1955)

Ve srovnání s ostatními obcemi okresu Delémont se Courchapoix objevuje v dokumentech poměrně pozdě. První zmínka o obci jako Curchappoix pochází z roku 1435. Nálezy hrobů z 10. století však ukazují na mnohem starší osídlení. Ves Courchapoix patřila k opatství Moutier-Grandval a i po reformaci si zachovala katolickou víru. V letech 1797–1815 patřila k Francii a zpočátku byla součástí départementu Mont-Terrible, od roku 1800 byla součástí départementu Haut-Rhin. Na základě rozhodnutí Vídeňského kongresu byla obec v roce 1815 přičleněna ke kantonu Bern a zařazena do okresu Moutier. Obyvatelé Courchapoix se v jurských plebiscitech vždy vyslovili pro vznik kantonu Jura. Jako hraniční obec v okrese Moutier se Courchapoix v referendu 7. září 1975 vyslovilo pro kanton Jura, v roce 1976 se stalo součástí okresu Delémont a 1. ledna 1979 bylo začleněno do nově vzniklého kantonu Jura.

## Obyvatelstvo
| Rok            | 1850 | 1880 | 1900 | 1910 | 1930 | 1950 | 1960 | 1970 | 1980 | 1990 | 2000 |
| Počet obyvatel | 271  | 245  | 260  | 238  | 244  | 281  | 305  | 318  | 372  | 388  | 399  |

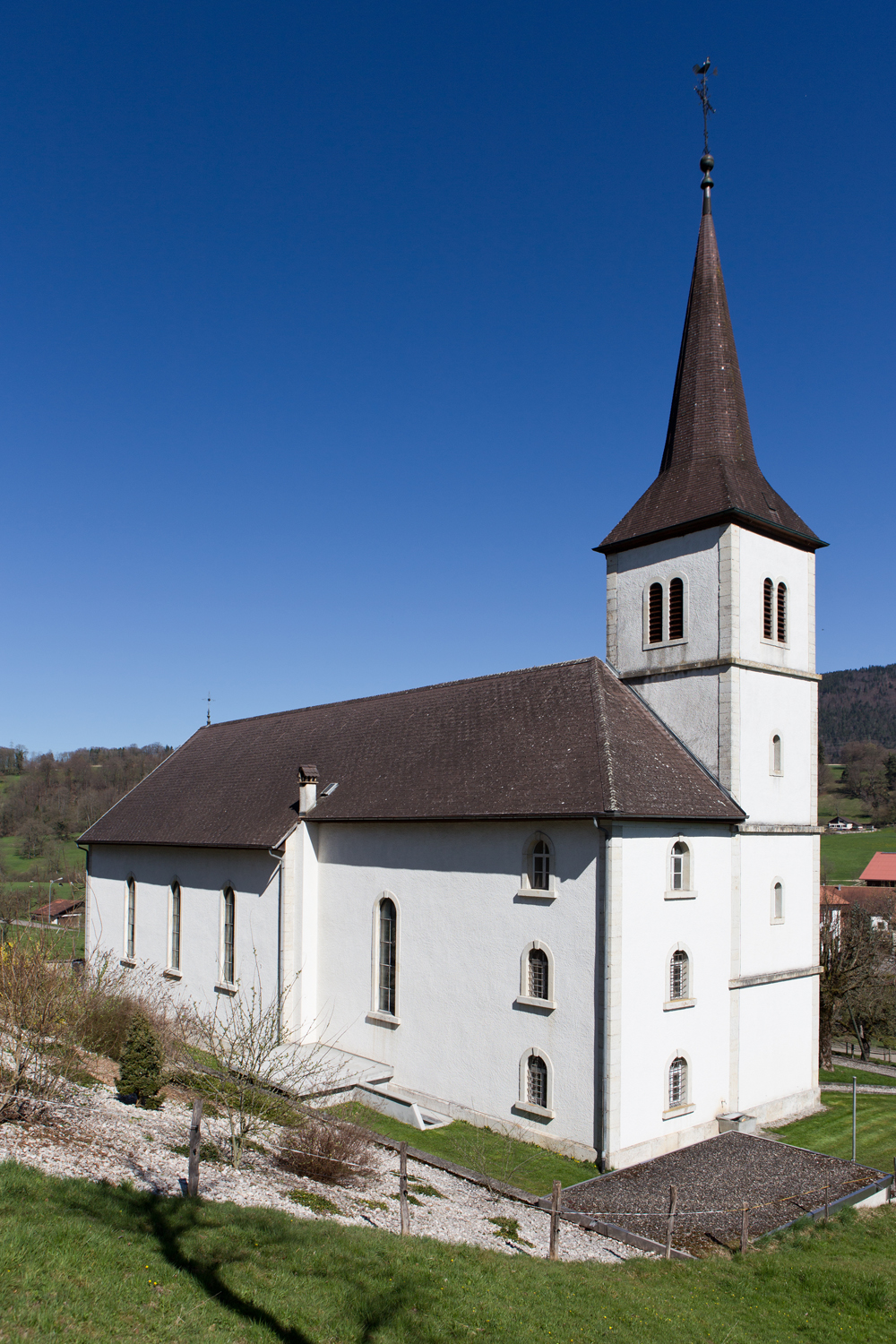
Kostel

Z celkového počtu obyvatel je 98,5 % francouzsky mluvících, 1,3 % německy mluvících a 0,2 % italsky mluvících (stav v roce 2000). Od poloviny 20. století je patrný vzestupný trend počtu obyvatel.

## Hospodářství
Zemědělství je v obci stále velmi důležité. Ve druhé polovině 20. století se však obec vyvinula také v obytnou vesnici. Mnoho zaměstnanců (asi 55 %) proto dojíždí za prací a pracuje převážně v oblasti Delémontu.

## Doprava
Courchapoix leží na kantonální silnici z Delémontu přes průsmyk Scheltenpass do Mümliswilu. S železniční stanicí v Delémontu je spojena autobusovou linkou, která jezdí z hlavního města kantonu do Montsevelieru.